# Krotoszyn

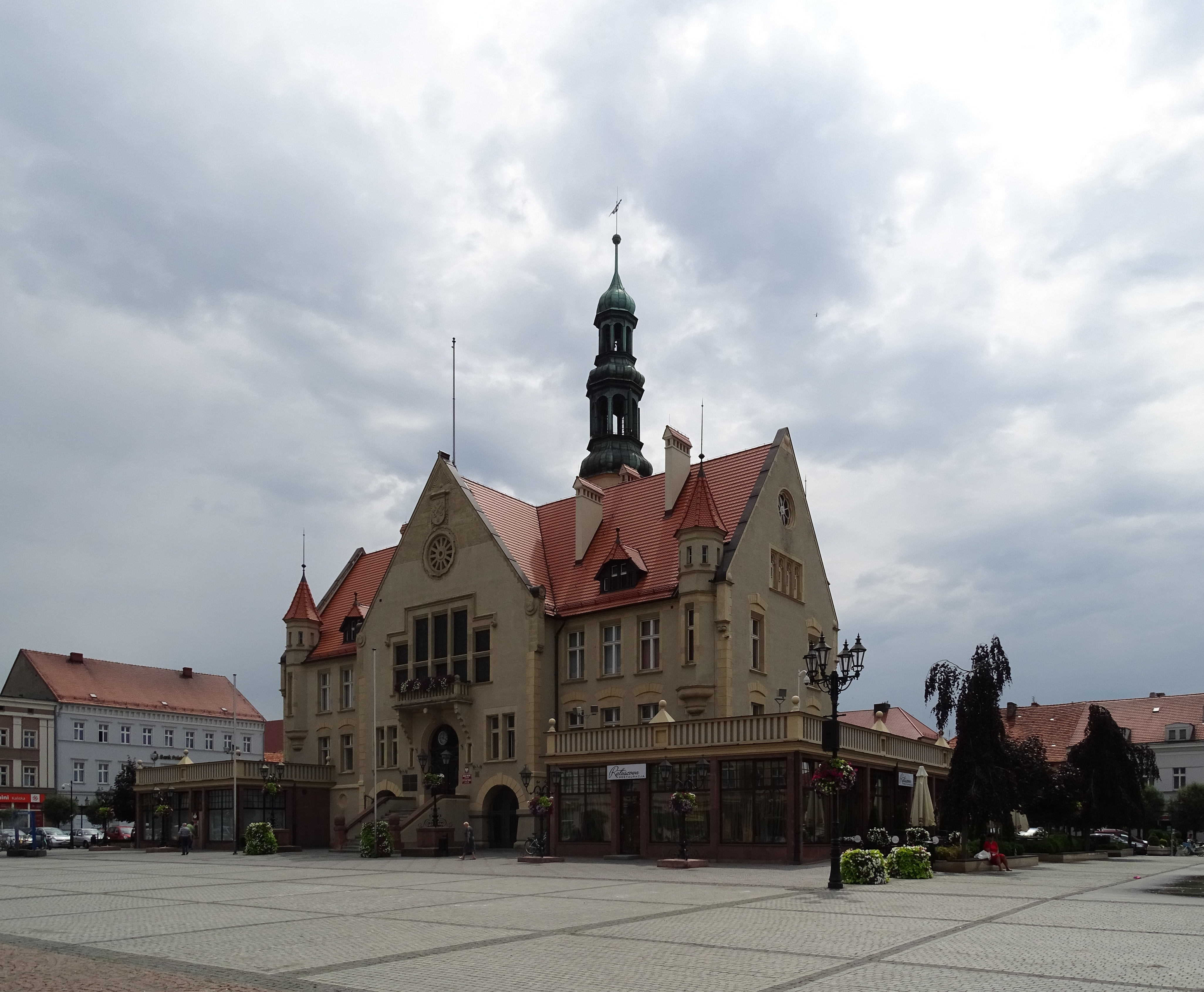
Rådhuset

Krotoszyn [krɔˈtɔʃɨn], tyska: Krotoschin, jiddisch: קארטשין (Kortshin) är en stad i västra Polen och huvudort i distriktet Powiat krotoszyński i Storpolens vojvodskap. Befolkningen i tätorten uppgick till 28 845 invånare i juni 2019, med en total kommunbefolkning på 40 350 invånare.